# دانيلو جاليناري
دانيلو جاليناري (بالإيطالية: Danilo Gallinari)‏ مواليد 8 أغسطس 1988، هو لاعب كرة سلة إيطالي يلعب مع فريق دنفر ناغتس في الرابطة الوطنية لكرة السلة ويحمل الرقم 8. يبلغ طوله 6 قدم 10 بوصة (2.1 م).

## فرق لعب لها
- نيويورك نيكس
- دنفر ناغتس

## روابط خارجية
- دانيلو جاليناري على موقع الاتحاد الدولي لكرة السلة (الإنجليزية)
- دانيلو جاليناري على موقع الدوري الأوروبي لكرة السلة (الإنجليزية)
- دانيلو جاليناري على موقع إن بي أي (الإنجليزية)
- دانيلو جاليناري على موقع سبورتس رفرنس (الإنجليزية)
- دانيلو جاليناري على موقع كرة السلة الأوروبية.كوم (الإنجليزية)
- دانيلو جاليناري على موقع إي إس بي إن.كوم (الإنجليزية)
- دانيلو جاليناري على موقع ريلجم (الإنجليزية)
- دانيلو جاليناري على موقع بروبوليرز (الإنجليزية)
- دانيلو جاليناري على موقع سبورتس رفرنس (الإنجليزية)
- دانيلو جاليناري على موقع اللجنة الأولمبية الدولية (الإنجليزية)